# ネットファーム・コミュニケーションズ
ネットファーム・コミュニケーションズ株式会社は、日本の北海道札幌市に本社を置くソフトウェアメーカーである。

## 概要
1992年12月18日、ネットワーク関連サービス業、インターネットサービスプロバイダ業の会社として設立。2002年以降はdB-SOFTの事業を事実上引き継いだ形で事業を展開、2006年よりdB-SOFTの代表だった古谷貞行が代表に就任。
2007年現在はプロバイダ事業は撤退し、携帯電話やインターネットを活用したソフトウェアを主力製品としている。

## 主なゲームソフト
- FLAPPY WORLD